# Apagodiplosis papyriferae
Apagodiplosis papyriferae är en tvåvingeart som först beskrevs av Gagne 1967.  Apagodiplosis papyriferae ingår i släktet Apagodiplosis och familjen gallmyggor. Inga underarter finns listade i Catalogue of Life.